# Pachinko (série télévisée)
Pour les articles homonymes, voir Pachinko et Pachinko (homonymie).
Pachinko est une série télévisée dramatique canado-sudcoréenne créée par Soo Hugh, et basée sur le roman éponyme de Min Jin Lee.
La première saison est diffusée sur la plateforme Apple TV+ à partir du 25 mars 2022, la deuxième à partir du 30 août 2024.

## Synopsis
Pachinko suit les espoirs et les rêves d'une famille d'immigrants coréens au Japon, à travers de Sunja qui quitte son pays natal sous occupation japonaise et des trois générations suivantes dans leur quête pour survivre et prospérer.
La série se base sur le roman du même nom de Min Jin Lee.

## Distribution
Sauf indication contraire, les informations mentionnées dans cette section peuvent être confirmées par les bases de données cinématographiques IMDb et Allociné,  présentes dans la section « Liens externes ».

### Principaux
- Youn Yuh-jung (VF : Colette Marie) : Kim Sunja
  - Kim Min-ha (VF : Tiffanie Jamesse) : Kim Sunja, jeune
  - Jeon Yu-na (en) (VF : Tiffanie Jamesse) : Kim Sunja, enfant
- Soji Arai (VF : Jean-Pascal Quilichini) : Baek Mozasu
- Jin Ha (en) (VF : Franck Lorrain) : Solomon Baek
  - Yoon Seo-ho : Solomon Baek, adolescent
- Han Joon-woo (en) : Baek Yoseb
- Jeong In-ji (VF : Valérie Nosrée) : Yangjin
- Jung Eun-chae : Kyunghee
  - Felice Choi : Kyunghee, âgée
- Lee Min-ho (VF : Yoann Sover) : Koh Hansu
- Kaho Minami (en) : Etsuko
- Noh Sang-hyun (en) (VF : Philippe Bozo) : Baek Isak
- Anna Sawai : Naomi
- Jimmi Simpson : Tom Andrews

### Récurrents
- Louis Ozawa Changchien : Mamoru Yoshii
- Takahiro Inoue : Arimoto
- Park Hye-jin : Han Geum-ja
- Yoshio Maki : Katsu Abe
- Martin Martinez : Angelo
- Ryotaro Sugimoto : Tetsuya
- Mari Yamamoto : Hana
- Hiro Kanagawa : M. Goto
- Jeong So-ri : Jiyun
- Yeon Ye-ji : Shin Bokhee
  - Kim Young-ok : Shin Bokhee, âgée

### Invités
- Rome Kanda : un docteur japonais
- Jung Woong-in : Koh Jong-yul, le père de Hansu
- Takachi Yamaguchi (en) : Ryoichi, l'employeur de Koh
- Jimmy Bennett : Andrew Holmes
- Bob Frazer (en) : M. Holmes, le père d'Andrew

 Source et légende : version française (VF) sur RS Doublage

## Production

### Développement
Deadline Hollywood a rapporté en août 2018 qu'Apple avait obtenu la série et en avril 2019 qu'elle avait reçu une commande de série. Il est également dévoilé que Soo Hugh serait showrunner, scénariste et producteur exécutif de la série. La société de production Media Res, produirait également aux côtés de Blue Marble Pictures. En octobre 2020, le cinéaste sud-coréen Kogonada et Justin Chon ont été annoncés comme producteurs exécutifs et réalisateurs, chacun réalisant quatre épisodes, le premier réalisant le pilote de la série.
L'avant première de la série a lieu deux jours avant le début de la diffusion mondiale.
La série est renouvelée le 29 avril 2022 pour une seconde saison.

### Attribution des rôles
Lee Min-ho, Jin Ha, Anna Sawai, Minha Kim, Soji Arai et Kaho Minami ont été ajoutés en tant qu'acteurs en octobre 2020. Soo Hugh a révélé qu'il a fallu six à sept mois de recherche à l'échelle mondiale pour trouver les acteurs principaux et qu'elle avait demandé à tous ses acteurs d'auditionner pour leurs rôles.

### Tournage
Le tournage a commencé le 26 octobre 2020, en Corée du Sud, au Japon et aux États-Unis. Dans une interview accordée au magazine GQ Korea, Lee Min-ho a révélé que le tournage s'était terminé en décembre 2020, pour les scènes tournées à Busan en Corée du Sud, et qu'il se préparait à filmer au Canada. Le 6 février 2021, le tournage à Vancouver a commencé et s'est achevé le 9 avril suivant.

## Épisodes

### Première saison (2022)
La saison a commencé sa diffusion le 25 mars 2022 avec trois épisodes.
Les épisodes, sans titres, sont numérotés Chapitre 1 à Chapitre 8.

### Deuxième saison (2024)
La saison 2 a commencé sa diffusion le 23 août 2024 par l'épisode, sans titre, intitulé Chapitre 9.